# سيد بيغلو
سيد بيغلو هي قرية في مقاطعة مشكين شهر، إيران. عدد سكان هذه القرية هو 122 في سنة 2006.